# Saint-Charles-de-Charlesbourg
Saint-Charles-de-Charlesbourg est une ancienne municipalité du Québec. Il s'agit de la municipalité originale qui, après une série de détachements et de fusions, a donné naissance à la ville de Charlesbourg qui reprenait en grande partie ses limites originales, et qui a été regroupée avec la ville de Québec en 2002.

## Histoire
La Paroisse de Saint-Charles-de-Charlesbourg a été constitué le 1er juillet 1855. En 1907, s'y détache le village de Saint-Charles-de-Charlesbourg-Est qui deviendra en 1917, le village de Charlesbourg-Est. La Paroisse de Saint-Charles-de-Charlesbourg change son toponyme le 4 juillet 1953 pour devenir la Paroisse d'Orsainville . Le 1er octobre 1960, elle change son toponyme à nouveau pour devenir la Ville d'Orsainville. La ville d'Orsainville fusionne avec la ville de Charlesbourg le 1er janvier 1976.
Une partie de son territoire se détache en 1909 lorsque la Paroisse de Notre-Dame-des-Laurentides est créée et en 1917 avec la création de la Paroisse de Saint-Charles-de-Charlesbourg-Est. 

### Liste des maires de Saint-Charles-de-Charlesbourg
- 1853-1855 : Édouard Robitaille
- 1855-1856 : Henri Dorion
- 1856 : Joseph-Urbain Bédard
- 1856-1857 : Louis Carmichael
- 1857-1858 : Édouard Robitaille (deuxième mandat)
- 1858-1862 : Jérémie Bédard
- 1862-1866 : Charles Rhaume
- 1866-1868 : Joseph-Urbain Bédard (deuxième mandat)
- 1868-1872 : Barnabé Parent
- 1872-1874 : Joseph-Urbain Bédard (troisième mandat)
- 1874-1876 : Pierre-François Pajeot
- 1876-1877 : Jean-Baptiste Martel
- 1877-1883 : Barnabé Parent (deuxième mandat)
- 1883-1884 : Pierre-Napoléon Dorion
- 1884-1886 : Alexis Leclerc
- 1886 : Jean Guilbault
- 1887-1899 : Barnabé Parent (troisième mandat)
- 1899-1906 : Joseph-Octave Bourret
- 1906-1914 : Joseph-Pierre Lefebvre
- 1915-1919 : Charles-Théodore Parent
- 1919-1929 : Georges Fleury
- 1929-1951 : Joseph Pagé
- 1951-1953 : François-Eugène Mathieu
- 1953-1957 : Liguori Lapointe
- 1957-1961 : Alphonse Chabot
- 1961 : Maurice Bédard
- 1961-1966 : Léo-Loridon Vibert
- 1966-1975 : Maurice Renaud

#### Hommages toponymiques
- L'avenue Guilbault, a été nommée en l'honneur du maire Guilbault en 1959 dans la municipalité de paroisse d'Orsainville, maintenant présente dans la ville de Québec.
- La place du Maire-Pagé, a été nommée en l'honneur du maire Joseph Pagé, en 2006, dans la ville de Québec.